# Anapistula ayri
Anapistula ayri is een spinnensoort uit de familie Symphytognathidae. De soort komt voor in Brazilië.